# Florian Kinast
Florian Kinast (* 9. Januar 1969 in München) ist ein deutscher Journalist und Autor.

## Leben
Von 1979 bis 1988 besuchte Kinast das humanistische Wilhelmsgymnasium München. Danach leistete er seinen Zivildienst im Klinikum rechts der Isar ab und studierte bis 1993 Englisch und Geschichte auf Lehramt. 1994 machte er ein Praktikum bei der Abendzeitung in München und arbeitete dort als freier Mitarbeiter. 1995 begann er nach einem Praktikum bei der Sportsendung ran ein Volontariat bei der Abendzeitung München. Von 1996 bis 2000 war er Redakteur in der Lokalredaktion, unter anderem als Polizeireporter und als Rathausreporter. 2001 wechselte er in die Sportredaktion. Seit 2011 ist er freier Journalist und schreibt als Sport-Korrespondent für „Spiegel Online“ über den FC Bayern und Reiseberichte für das Magazin „Abenteuer und Reisen“. Zudem ist er Autor mehrerer Bücher.

## Werke (Auswahl)
- 2012: Danke Lena – Die Traumkarriere der Magdalena Neuner (Stiebner Verlag)
- 2012: Es begann mit einem Damenstrumpf 40 Menschen – 40 Geschichten – Erzählungen aus dem Olympiapark (Stiebner Verlag)
- 2014: 111 Gründe, Biathlon zu lieben: Eine Liebeserklärung an den schönsten Sport der Welt (Schwarzkopf & Schwarzkopf Verlag)
- 2015: 111 Gründe, Bayern zu lieben – Eine Liebeserklärung an die schönste Region der Welt.[2] (Schwarzkopf & Schwarzkopf Verlag)
- 2017: Menschen in München – Geschichten, die das Leben schrieb (Volk Verlag)
- 2018: Bairisch für Anfänger (Langenscheidt Verlag)
- 2018: 111 Orte für Kinder in München, die man gesehen haben muss (Emons Verlag)
- 2021: Ich bin dann mal wandern – Fünfseenland und Bayerische Voralpen (Emons Verlag)
- 2023: Was ist was: Die Toilette: Alles zum stillen Örtchen (Tessloff Verlag)